# Чумерна (железопътна гара)
Гара Чумерна е железопътна гара и едноименен квартал в гр. Шивачево, Община Твърдица, област Сливен, България.

## География
Намира се на 4,3 км от града. Населението на квартала се състои от 12 души. Покрай гарата минават 2 реки, които стават за риболов. Беленска река се влива след 4 км в река Тунджа. Тя извира от Стара планина. Студената река извира от Средна гора.

## История
Гара Чумерна е създадена след Първата световна война. След откриването на въглищни залежи в Средна гора, местността Карабаир и в Стара планина под връх Девина се построява гарата за превоза им. Доста оживено място е до 1989 г. На гарата се свалят трупите от Балкана, има предприятие за производство на циментови коли, предприятие за щайги, предприятие за мозайка, училище, кино, хотел-ресторант-магазин, 2 жилищни блока, големи прасковени насаждения, въжена линия за разтоварване на въглищата от рудниците, поща, лаборатория, както и секретно за времето си военно поделение. Поделението е закрито след изнасяне за унищожение на ракетите SS. Рудникът на Карабаир е затворен поради излязлата подземна река още през 1960-те години.
След 1989 г. рудниците от „Балканбас“ преустановявт един по един работа и Гара Чумерна замира. Оттам е минавало трасето на рали „Златни пясъци“, сега само рали „Твърдица“. Днес Гара Чумерна е малко и красиво място, обградено от планини - на север от Стара планина, а на юг - от Средна гора.